# Buchnera laxiflora
Buchnera laxiflora är en snyltrotsväxtart som beskrevs av D. Philcox. Buchnera laxiflora ingår i släktet Buchnera och familjen snyltrotsväxter. Inga underarter finns listade i Catalogue of Life.